# Connector BNC
El connector BNC (Bayonet Neill-Concelman) és un tipus de connector, de ràpida connexió/desconnexió, utilitzat per a cables coaxials. Inicialment va ser dissenyat com una versió en miniatura de el “connector tipus C”.

## Història
El connector rep el seu nom pel “tancament en baioneta” en què es basa el mètode de subjecció i d'altra banda, pel nom dels seus dos inventors:
- Paul Neill, de Bell Labs, inventor de el “Connector N”; i
- Carl Concelman, enginyer d'Amphenol, inventor de el “Connector C”.

És a dir, les sigles BNC corresponen a:
- Baioneta
- Neill, Paul, i
- Concelman, Carl

Els connectors BNC són molt més petits que els connectors N i C.
Al llarg dels anys s'han creat diversos retroacrònims sobre el significat de les seves sigles, com: “Baby Neill-Concelman”, “Baby N connector”, “British Naval Connector”, “Bayonet Nut Connector”.
Les bases per al desenvolupament del connector BNC rauen en el treball d'Octavio M. Salati, graduat a la Moore School of Electrical Engineering de la Universitat de Pennsylvania (BSEE '36, PhD '63). Salati va sol·licitar la patent al 1945 (atorgada al 1951) mentre treballava a la Hazeltine Electronics Corporation amb un connector per a cables coaxials que minimitzés les pèrdues per reflexions i interferències.

## Aplicacions
El connector BNC és usat amb cables coaxials, com els RG-58 i els RG-59, en aplicacions de RF que requereixen un connector de ràpida connexió i desconnexió, apte per a la ultra alta freqüència i d'impedància constant al llarg d'un ampli rang de freqüències. Per la seva versatilitat, també és molt utilitzat en equips de radio de baixa potència, i instruments de mesura com poden ser oscil·loscopis, generadors de funcions, etc.
El connector BNC es va fer molt popular a causa del seu ús a les primeres xarxes Ethernet, durant els anys 1980. Els BNCs consisteixen en un connector tipus mascle acoblat a l'extrem del cable. El connector té un pin central que queda connectat elèctricament amb el conductor central del cable, i una carcassa circular exterior que queda connectada elèctricament amb la malla externa al voltant del conductor del cable. El pin central i la carcassa exterior estan aïllades elèctricament i, per tant, la malla i el conductor del cable coaxial també. Per acabar, hi ha una anella concèntrica que permet rotar part de la carcassa, assegurant així el cable mitjançant un acoblament de baioneta amb qualsevol connector BNC tipus femella.
Els connectors BNC-T, els més populars, són connectors que es van utilitzar molt a les xarxes 10Base2 per a connectar el bus de xarxa a la interfície dels ordinadors.

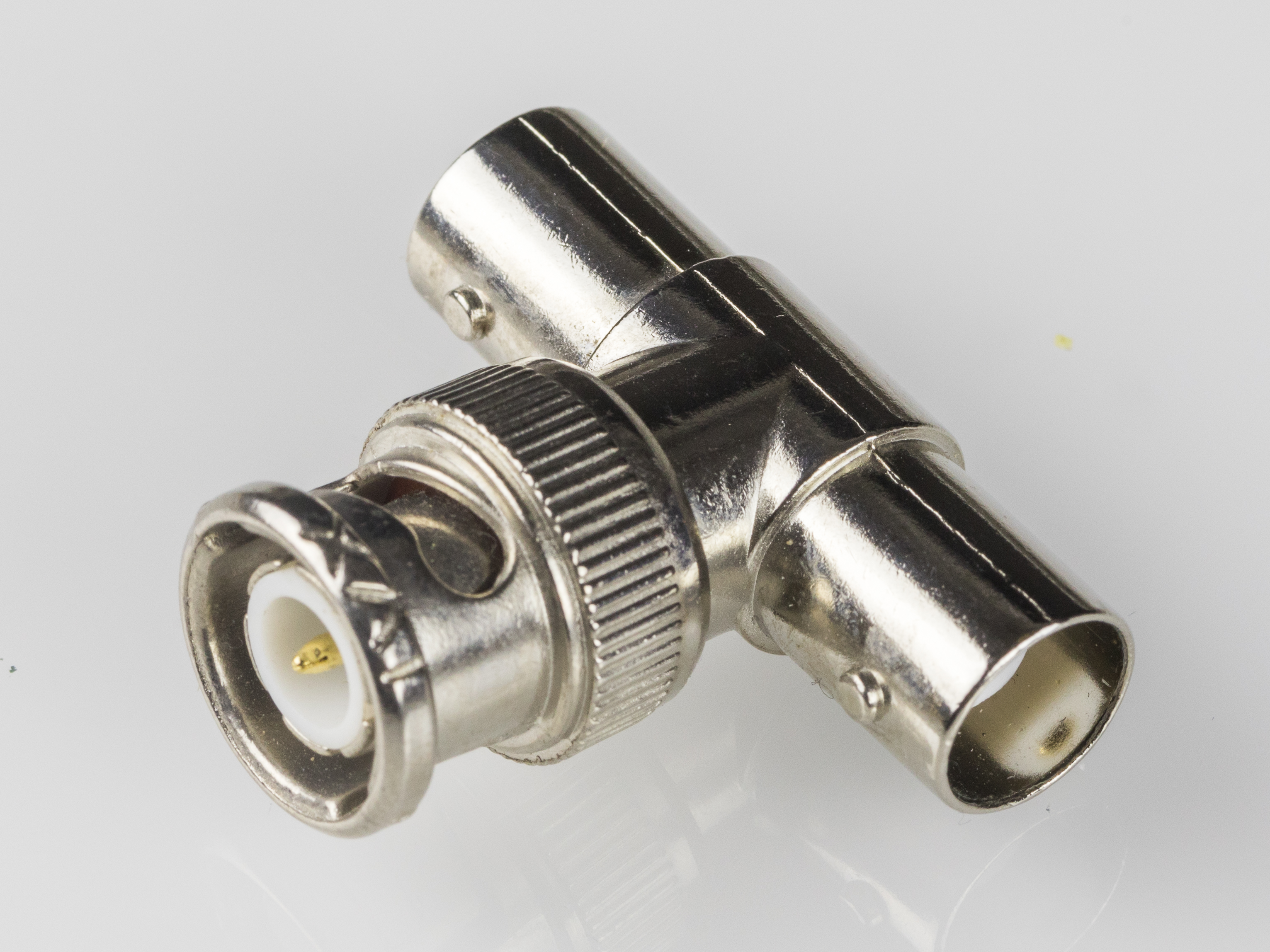
Connector BNC en T, usat a les xarxes 10Base2.

Un extensor BNC (o adaptador), permet connectar un cable coaxial a l'extrem d'un altre, i així augmentar la longitud total d'abast.
Els problemes de manteniment, les limitacions del cable coaxial en si mateix, i l'aparició del cable de parells trenats (UTP) per a les xarxes Ethernet, van fer desaparèixer pràcticament el connector BNC dins l'àmbit de les xarxes. Avui dia, s'utilitzen força en sistemes de televisió i vídeo, alhora també són usats usualment en circuits tancats de televisió (CCTV), i són els preferits pels equips de vídeo professional. Alguns monitors d'ordinador tenen entrada RGB amb connectors BNC, ja que usen cables coaxials per rebre la senyal de vídeo des de la targeta gràfica amb menys pèrdua de qualitat.
Dins el camp de l'electrònica en general, segueix sent d'àmplia utilització per les seves prestacions i baix cost per a freqüències de fins a 1 GHz. El seu ús principal és la de proporcionar ports d'entrada/sortida en equips electrònics diversos i fins i tot en targetes per a bus PCI, principalment per a aplicacions d'instrumentació electrònica: equips de proves, mesura, i adquisició i distribució de senyals.
Existeixen diversos tipus de BNC segons la forma en què estan subjectats al cable. Els més destacats són els soldables i els crimpables. Per a aquests últims existeix una eina especial denominada crimpadora, que és una espècie de tenalla que mitjançant pressió, fixa el connector al cable.